# Шпорт, Вячеслав Иванович
Вячесла́в Ива́нович Шпо́рт (род. 16 июня 1954, Комсомольск-на-Амуре, Хабаровский край, РСФСР, СССР) — российский политик, учёный, полковник запаса.
Губернатор Хабаровского края с 6 мая 2009 по 28 сентября 2018 (временно исполняющий обязанности губернатора Хабаровского края с 30 апреля по 6 мая 2009 и с 30 апреля по 8 сентября 2013). В сентябре 2018 года проиграл выборы губернатора Хабаровского края кандидату от ЛДПР Сергею Фургалу.
Член КПСС (до 1991), член Высшего совета партии «Единая Россия» (2013—2017). Депутат Государственной думы РФ (1999—2007). С 23 января 2019 года по 14 июня 2024 года — член Коллегии Военно-промышленной комиссии Российской Федерации, член Морской коллегии при Правительстве Российской Федерации. Персональный пенсионер (2024).

## Биография

### Ранние годы
Родился 16 июня 1954 года в Комсомольске-на-Амуре. Окончил политехникум по специальности «самолётостроение». Окончил Комсомольский-на-Амуре политехнический институт (заочно). 

### Работа в авиационной промышленности
По завершении учёбы в техникуме работал сборщиком-клепальщиком на Комсомольском-на-Амуре авиационном производственном объединении им. Ю. А. Гагарина (КнААПО).
С 1973 по 1975 год служил в ракетных войсках и артиллерии на Дальнем Востоке. В 1979 году вернулся на КнААПО, где занимал должности до заместителя генерального директора — главного инженера КнААПО. В 1993 году проходил стажировку в Стэнфордском университете (США). С 1997 по декабрь 1999 года — технический директор — главный инженер КнААПО.
Без отрыва от производства с отличием окончил Комсомольский-на-Амуре политехнический институт. Получил квалификацию «Инженер-механик самолётостроения».
При участии Шпорта были освоены и запущены в серийное производство новые образцы авиационной военной техники серии Су-22, Су-27, поставлены на боевое дежурство и на экспорт уникальные машины: Су-33 (корабельный вариант), Су-30МКК и Су-27СМ.
Кандидат технических наук (по теме «Использование высокопрочных титановых сплавов в авиастроении», 1999 год), доктор технических наук (2005), профессор научно-исследовательской межрегиональной общественной организации Академия военных наук (2012).

### Политическая деятельность
В 1995 году баллотировался в депутаты Государственной думы второго созыва в общефедеральном списке избирательного объединения «Дума-96» (№ 1 в региональной группе «Восток»), не преодолевшем на выборах 17 декабря 1995 5%-го барьера.
Также баллотировался в депутаты Государственной думы РФ по северному одномандатному избирательному округу № 56 (Хабаровский край), но в округе выборы проиграл, заняв 4 место из 16 (4 % голосов).
19 декабря 1999 года был избран депутатом Государственной думы РФ третьего созыва по Комсомольскому-на-Амуре одномандатному избирательному округу № 56 (Хабаровский край), получив на выборах 46,24 % голосов. Был выдвинут избирателями.
В Государственной думе вошёл в депутатскую группу «Народный депутат». 11 января 2000 на учредительном собрании был избран одним из восьми заместителей председателя группы.
С 26 января 2000 года — заместитель председателя Комитета Госдумы по промышленности, строительству и наукоёмким технологиям.
27 мая 2000 года на учредительном съезде партии «Единство» был избран членом политсовета партии.
22 ноября 2000 года вошёл в состав депутатского межфракционного объединения Государственной думы «Деловая Россия».
В 2002 году окончил Высшие академические курсы при Военной академии Генерального Штаба ВС РФ по специальности «Оборона и обеспечение безопасности Российской Федерации».
В 2003 году получил 2-е высшее образование по специальности «Юриспруденция» (окончил юридический факультет Национального института имени Екатерины Великой).
7 декабря 2003 года был избран депутатом Государственной думы РФ по Комсомольскому-на-Амуре одномандатному округу. Вошёл в состав фракции «Единая Россия». Стал заместителем председателя Комитета по промышленности, строительству и наукоёмким технологиям.
В 2004—2007 годах — заместитель председателя Народной партии Российской Федерации.
В 2007 году на выборах в Государственную думу РФ не прошёл по спискам «ЕР»: Региональная группа № 29 (Хабаровский край, Еврейская автономная область) — стоял лишь шестым в партийном списке, на шестое место с пятого был передвинут по воле губернатора Ишаева, отдав его Александру Шишкину.
С января 2008 г. по февраль 2009 г. — директор Дирекции по производству и техническому развитию авиационной холдинговой компании «Сухой».
Со 2 марта 2009 года — заместитель председателя правительства Хабаровского края — министр промышленности, транспорта и связи края.

### Губернатор Хабаровского края
В связи с досрочным прекращением полномочий губернатора Хабаровского края Виктора Ишаева, 30 апреля 2009 назначен временно исполняющим обязанности губернатора Хабаровского края. 6 мая 2009 утверждён в должности.
С 29 ноября 2009 по 16 июня 2010 и с 25 октября 2014 по 7 апреля 2015 — член президиума Государственного совета Российской Федерации.
30 апреля 2013 вновь назначен временно исполняющим обязанности губернатора Хабаровского края в связи с предстоящими выборами. 8 сентября 2013 прошли выборы губернатора в Хабаровском крае, на которых Вячеслав Шпорт с результатом в 63,92 % победил основного соперника от ЛДПР, депутата Госдумы Сергея Фургала, набравшего 19,14 %.
На выборах 9 сентября 2018 года проиграл кандидату от ЛДПР Сергею Фургалу, набрав в первом туре 35,62 % (Фургал 35,81 %). Во втором туре, проходившем 23 сентября 2018, набрал 27,97 % (Фургал 69,57 %).

### Дальнейшая деятельность
23 января 2019 года назначен членом коллегии Военно-промышленной комиссии Российской Федерации. 14 июня 2024 г. освобождён от должности в связи с выходом на пенсию.

### Семья
Женат, имеет сына и дочь.
- Жена — Шпорт Галина Андреевна, экономист Комсомольского отделения филиала «Энергосбыт» Хабаровского края[20].
  - Сын — Шпорт Роман Вячеславович. Родился в Комсомольске-на-Амуре. Получил второе высшее образование в США. В 2009 году стал кандидатом технических наук, защитив диссертацию по теме «Исследование процессов обжима и раздачи трубных заготовок при изготовлении деталей летательных аппаратов». Живёт в Москве. Женат, имеет двух сыновей: Вячеслава (род. 2002) и Дмитрия (род. 2011)[20].
  - Дочь — Шпорт Светлана Вячеславовна, родилась в 1978 году в Комсомольске-на-Амуре. В 2001 году окончила Московскую медицинскую академию имени И. М. Сеченова. В 2007 году стала кандидатом медицинских наук, защитив диссертацию по теме «Особенности течения острой реакции на стресс у женщин-водителей — участников дорожно-транспортных происшествий». В 2008 году стала учёным секретарём Государственного научного центра социальной и судебной психиатрии имени В. П. Сербского. В 2013 г. окончила магистратуру ФГБОУ ВПО «МГУТУ им. К.Г. Разумовского» по направлению подготовки Психология. В 2021 г. защитила диссертацию на соискание ученой степени доктора медицинских наук на тему «Концепция психопрофилактического обеспечения безопасности дорожного движения». С 2018 по 2022 г. на С.В. Шпорт было возложено исполнение обязанностей директора Московского научно-исследовательского института – филиала ФГБУ «Национальный медицинский исследовательский центр психиатрии и наркологии им. В.П. Сербского» Минздрава России. С 2022 г. по настоящее время – генеральный директор ФГБУ «Национальный медицинский исследовательский центр психиатрии и наркологии им. В.П. Сербского» Минздрава России. Награждена медалью ордена «За заслуги перед Отечеством» II степени (2009), имеет Благодарность Министра здравоохранения Российской Федерации (2020), награждена Почетной грамотой Министерства здравоохранения (2021). Живёт в Москве. Имеет дочь.[20][21].

## Награды и звания
- Орден Дружбы (4 марта 2002 года) — за достигнутые трудовые успехи, укрепление дружбы и сотрудничества между народами и многолетнюю добросовестную работу[22]
- Почётный авиастроитель Российской Федерации
- Отличник качества авиационной промышленности СССР
- Медаль «Участнику борьбы со стихией на Амуре»
- Юбилейная медаль «300 лет Российскому флоту» — за создание палубного истребителя Су-33
- Благодарность Президента Российской Федерации (17 сентября 2009 года) — за активное участие в подготовке и проведении 21-22 мая 2009 года в городе Хабаровске саммита Россия — Европейский союз[23]
- Почётный гражданин Комсомольска-на-Амуре (2012)[24]
- Орден Почёта (май 2024) — за большой вклад в укрепление обороноспособности и безопасности страны[6]
- Действительный государственный советник Российской Федерации I класса
- Доктор технических наук